# Krankenbuchlager
Das beim Landesamt für Gesundheit und Soziales (LAGeSo) in Berlin angesiedelte Krankenbuchlager war die zentrale deutsche Stelle für die militärischen Krankenunterlagen aus beiden Weltkriegen. Es wurde zum 31. Dezember 2013 geschlossen. Anfragen werden von der Wehrmachtauskunftstelle WASt (heute Teil des Bundesarchivs) bearbeitet, in deren Zuständigkeit die Unterlagen Anfang 2017 übergeben wurden.
Für den Zeitraum vor 1919 war das Krankenbuchlager die nahezu einzige Möglichkeit, Hinweise zur Truppenzugehörigkeit und den Verbleib von Angehörigen des größten Teils der deutschen Streitkräfte zu erhalten.
Das Archiv verwaltete u. a. folgende Bestände:
- Die vollständigen Verlustlisten (Deutsche Verlustlisten des Ersten Weltkrieges) (125 Bände) von August 1914 bis Oktober 1919 mit ca. 8,5 Millionen Eintragungen. Die Einträge sind zeitlich und nicht alphabetisch geordnet. Die seinerzeit veröffentlichte, gedruckte Fassung der Verlustlisten (die allerdings nicht alle archivierten Datensätze vollständig enthält) wurde mittlerweile durch eine private Crowdsourcing-Initiative digitalisiert und steht seit Frühjahr 2014 vollständig in Form eines Wiki-Projektes jedem zur Online-Recherche zur Verfügung.[2]
- 50.000 Lazarettkrankenbücher aus dem Ersten Weltkrieg und 6.700 Krankenbücher aus der Zeit davor mit zusammen 67,35 Millionen Eintragungen. Hierbei handelt es sich nur um Lazarette der preußischen Armee, soweit deren Akten nicht beim Verlust des Heeresarchivs Potsdam durch Bombenangriffe im Frühjahr 1945 vernichtet wurden.
- 29.000 Lazarett-Krankenbücher aus der Zeit des Zweiten Weltkrieges (hauptsächlich Marine und Heer) mit ca. 25 Millionen Eintragungen.[3]
- 8 Millionen Einzelurkunden (Krankenblätter, Gesundheitsbücher, Fliegerärztliche Untersuchungszeugnisse usw.) aus dem Zweiten Weltkrieg

Bereits zum 1. Juli 2007 wurden die bis dahin öffentlich bereitgestellten besonderen Dienstleistungen des Krankenbuchlagers eingestellt, auf private Anfragen hin in dem Datenbestand zu ermitteln und Suchaufträge anzunehmen. Seit diesem Stichtag wurden keine Auskünfte mehr an Privatpersonen erteilt. Die im Vorfeld der Einstellung dieses Dienstes an den Petitionsausschuss des Deutschen Bundestages gerichtete Petition, in der Angelegenheit tätig zu werden und die dauerhafte Verfügbarkeit der Daten für die Öffentlichkeit sicherzustellen (Initiative Krankenbuchlager), hatte keinen Erfolg. Mit der endgültigen Schließung des Archivs stehen heute nur noch die ins Militärarchiv ausgelagerten Bestände der Forschung zur Verfügung.
Die Geburtsjahrgänge vor 1890 wurden aus dem Krankenbuchlager in Berlin in das Militärarchiv des Bundesarchivs (BA-MA) in Freiburg überführt. Von den Unterlagen der späteren Jahrgängen (bis 1899) befinden sich jene der im Januar und Juli Geborenen inzwischen ebenfalls in der militärhistorischen Abteilung des Bundesarchivs.